# Unione Sportiva Lucchese Libertas 1977-1978
Questa voce raccoglie le informazioni riguardanti l'Unione Sportiva Lucchese Libertas nelle competizioni ufficiali della stagione 1977-1978.

## Stagione
La Lucchese nel campionato di Serie C 1977-1978 si classifica al secondo posto dopo un testa a testa con la SPAL.

## Rosa
| N. |                   | Ruolo | Calciatore           |
| -- | ----------------- | ----- | -------------------- |
|    | Italia (bandiera) | A     | Dario Belloli        |
|    | Italia (bandiera) | P     | Luigi Bertolini      |
|    | Italia (bandiera) | C     | Francesco Bertolucci |
|    | Italia (bandiera) | C     | Bruno Ciardelli      |
|    | Italia (bandiera) | D     | Andrea Cisco         |
|    | Italia (bandiera) | D     | Sergio Dariol        |
|    | Italia (bandiera) | D     | Francesco D'Arrigo   |
|    | Italia (bandiera) | A     | Francesco D'Urso     |
|    | Italia (bandiera) | D     | Franco Frattali      |
|    | Italia (bandiera) | C     | Maurizio Gaiardi     |

| N. |                   | Ruolo | Calciatore        |
| -- | ----------------- | ----- | ----------------- |
|    | Italia (bandiera) | C     | Massimo Lupi      |
|    | Italia (bandiera) |       | Menichetti        |
|    | Italia (bandiera) | D     | Massimo Morgia    |
|    | Italia (bandiera) | D     | Lucio Nobile      |
|    | Italia (bandiera) | A     | Giuseppe Novelli  |
|    | Italia (bandiera) | P     | Massimo Pierotti  |
|    | Italia (bandiera) | D     | Gianfranco Platto |
|    | Italia (bandiera) | A     | Luciano Savian    |
|    | Italia (bandiera) | C     | Luciano Vescovi   |

## Risultati

### Serie C

#### Girone di andata
| Grosseto 11 settembre 1977 1ª giornata | Grosseto | 0 – 0 | Lucchese | Stadio Carlo Zecchini |

| Lucca 18 settembre 1977 2ª giornata | Lucchese | 2 – 1 | Reggiana | Stadio Porta Elisa |

| Olbia 25 settembre 1977 3ª giornata | Olbia | 0 – 0 | Lucchese | Stadio Bruno Nespoli |

| Lucca 2 ottobre 1977 4ª giornata | Lucchese | 1 – 1 | Pisa | Stadio Porta Elisa |

| Lucca 9 ottobre 1977 5ª giornata | Lucchese | 1 – 0 | Prato | Stadio Porta Elisa |

| Giulianova 16 ottobre 1977 6ª giornata | Giulianova | 0 – 1 | Lucchese | Stadio Rubens Fadini |

| Lucca 23 ottobre 1977 7ª giornata | Lucchese | 2 – 0 | SPAL | Stadio Porta Elisa |

| Parma 30 ottobre 1977 8ª giornata | Parma | 1 – 1 | Lucchese | Stadio Ennio Tardini |

| Massa 6 novembre 1977 9ª giornata | Massese | 1 – 1 | Lucchese | Stadio degli Oliveti |

| Lucca 13 novembre 1977 10ª giornata | Lucchese | 1 – 0 | Livorno | Stadio Porta Elisa |

| Teramo 20 novembre 1977 11ª giornata | Teramo | 1 – 0 | Lucchese | Stadio Comunale |

| Lucca 27 novembre 1977 12ª giornata | Lucchese | 1 – 0 | Siena | Stadio Porta Elisa |

| Lucca 4 dicembre 1977 13ª giornata | Lucchese | 2 – 1 | Empoli | Stadio Porta Elisa |

| Fano 11 dicembre 1977 14ª giornata | Fano | 1 – 2 | Lucchese | Polisportivo Borgo Metauro |

| Lucca 18 dicembre 1977 15ª giornata | Lucchese | 1 – 0 | Forlì | Stadio Porta Elisa |

| La Spezia 31 dicembre 1977 16ª giornata | Spezia | 1 – 0 | Lucchese | Stadio Alberto Picco |

| Lucca 8 gennaio 1978 17ª giornata | Lucchese | 0 – 0 | Chieti | Stadio Porta Elisa |

| Riccione 15 gennaio 1978 18ª giornata | Riccione | 1 – 1 | Lucchese | Stadio Italo Nicoletti |

| Lucca 22 gennaio 1978 19ª giornata | Lucchese | 3 – 0 | Arezzo | Stadio Porta Elisa |

#### Girone di ritorno
| Lucca 29 gennaio 1978 20ª giornata | Lucchese | 2 – 0 | Grosseto | Stadio Porta Elisa |

| Reggio Emilia 5 febbraio 1978 21ª giornata | Reggiana | 1 – 1 | Lucchese | Stadio Mirabello |

| Lucca 12 febbraio 1978 22ª giornata | Lucchese | 3 – 0 | Olbia | Stadio Porta Elisa |

| Pisa 19 febbraio 1978 23ª giornata | Pisa | 0 – 1 | Lucchese | Stadio Arena Garibaldi |

| Prato 26 febbraio 1978 24ª giornata | Prato | 0 – 0 | Lucchese | Stadio Lungobisenzio |

| Lucca 5 marzo 1978 25ª giornata | Lucchese | 0 – 0 | Giulianova | Stadio Porta Elisa |

| Ferrara 12 marzo 1978 26ª giornata | SPAL | 2 – 2 | Lucchese | Stadio Comunale |

| Lucca 19 marzo 1978 27ª giornata | Lucchese | 0 – 0 | Parma | Stadio Porta Elisa |

| Lucca 2 aprile 1978 28ª giornata | Lucchese | 1 – 1 | Massese | Stadio Porta Elisa |

| Livorno 9 aprile 1978 29ª giornata | Livorno | 1 – 0 | Lucchese | Stadio Ardenza |

| Lucca 16 aprile 1978 30ª giornata | Lucchese | 1 – 0 | Teramo | Stadio Porta Elisa |

| Siena 23 aprile 1978 31ª giornata | Siena | 3 – 2 | Lucchese | Stadio Del Rastrello |

| Empoli 30 aprile 1978 32ª giornata | Empoli | 3 – 2 | Lucchese | Stadio Carlo Castellani |

| Lucca 7 maggio 1978 33ª giornata | Lucchese | 2 – 0 | Fano | Stadio Porta Elisa |

| Forlì 14 maggio 1978 34ª giornata | Forlì | 1 – 0 | Lucchese | Stadio Tullo Morgagni |

| Lucca 21 maggio 1978 35ª giornata | Lucchese | 0 – 0 | Spezia | Stadio Porta Elisa |

| Chieti 28 maggio 1978 36ª giornata | Chieti | 1 – 0 | Lucchese | Stadio Guido Angelini |

| Lucca 4 giugno 1978 37ª giornata | Lucchese | 2 – 1 | Riccione | Stadio Porta Elisa |

| Arezzo 11 giugno 1978 38ª giornata | Arezzo | 1 – 1 | Lucchese | Stadio Comunale |

## Statistiche

### Statistiche di squadra
| Competizione       | Punti | In casa | In casa | In casa | In casa | In casa | In casa | In trasferta | In trasferta | In trasferta | In trasferta | In trasferta | In trasferta | Totale | Totale | Totale | Totale | Totale | Totale | DR  |
| Competizione       | Punti | G       | V       | N       | P       | Gf      | Gs      | G            | V            | N            | P            | Gf           | Gs           | G      | V      | N      | P      | Gf     | Gs     | DR  |
| ------------------ | ----- | ------- | ------- | ------- | ------- | ------- | ------- | ------------ | ------------ | ------------ | ------------ | ------------ | ------------ | ------ | ------ | ------ | ------ | ------ | ------ | --- |
| Serie C (Girone B) | 47    | 19      | 13      | 6       | 0       | 25      | 5       | 19           | 3            | 9            | 7            | 15           | 19           | 38     | 16     | 15     | 7      | 40     | 24     | +16 |

### Andamento in campionato
| Giornata  | 1  | 2 | 3 | 4 | 5 | 6 | 7 | 8 | 9 | 10 | 11 | 12 | 13 | 14 | 15 | 16 | 17 | 18 | 19 | 20 | 21 | 22 | 23 | 24 | 25 | 26 | 27 | 28 | 29 | 30 | 31 | 32 | 33 | 34 | 35 | 36 | 37 | 38 |
| --------- | -- | - | - | - | - | - | - | - | - | -- | -- | -- | -- | -- | -- | -- | -- | -- | -- | -- | -- | -- | -- | -- | -- | -- | -- | -- | -- | -- | -- | -- | -- | -- | -- | -- | -- | -- |
| Luogo     | T  | C | T | C | C | T | C | T | T | C  | T  | C  | C  | T  | C  | T  | C  | T  | C  | C  | T  | C  | T  | T  | C  | T  | C  | C  | T  | C  | T  | T  | C  | T  | C  | T  | C  | T  |
| Risultato | N  | V | N | N | V | V | V | N | N | V  | P  | V  | V  | V  | V  | P  | N  | N  | V  | V  | N  | V  | V  | N  | N  | N  | N  | N  | P  | V  | P  | P  | V  | P  | N  | P  | V  | N  |
| Posizione | 11 | 7 | 8 | 7 | 6 | 3 | 1 | 2 | 1 | 1  | 2  | 2  | 2  | 2  | 2  | 2  | 2  | 2  | 2  | 2  | 2  | 2  | 2  | 2  | 2  | 2  | 2  | 2  | 2  | 2  | 2  | 2  | 2  | 2  | 2  | 2  | 2  | 2  |

Legenda:

Luogo: C = Casa; T = Trasferta. Risultato: V = Vittoria; N = Pareggio; P = Sconfitta.